# Bostoner Thron

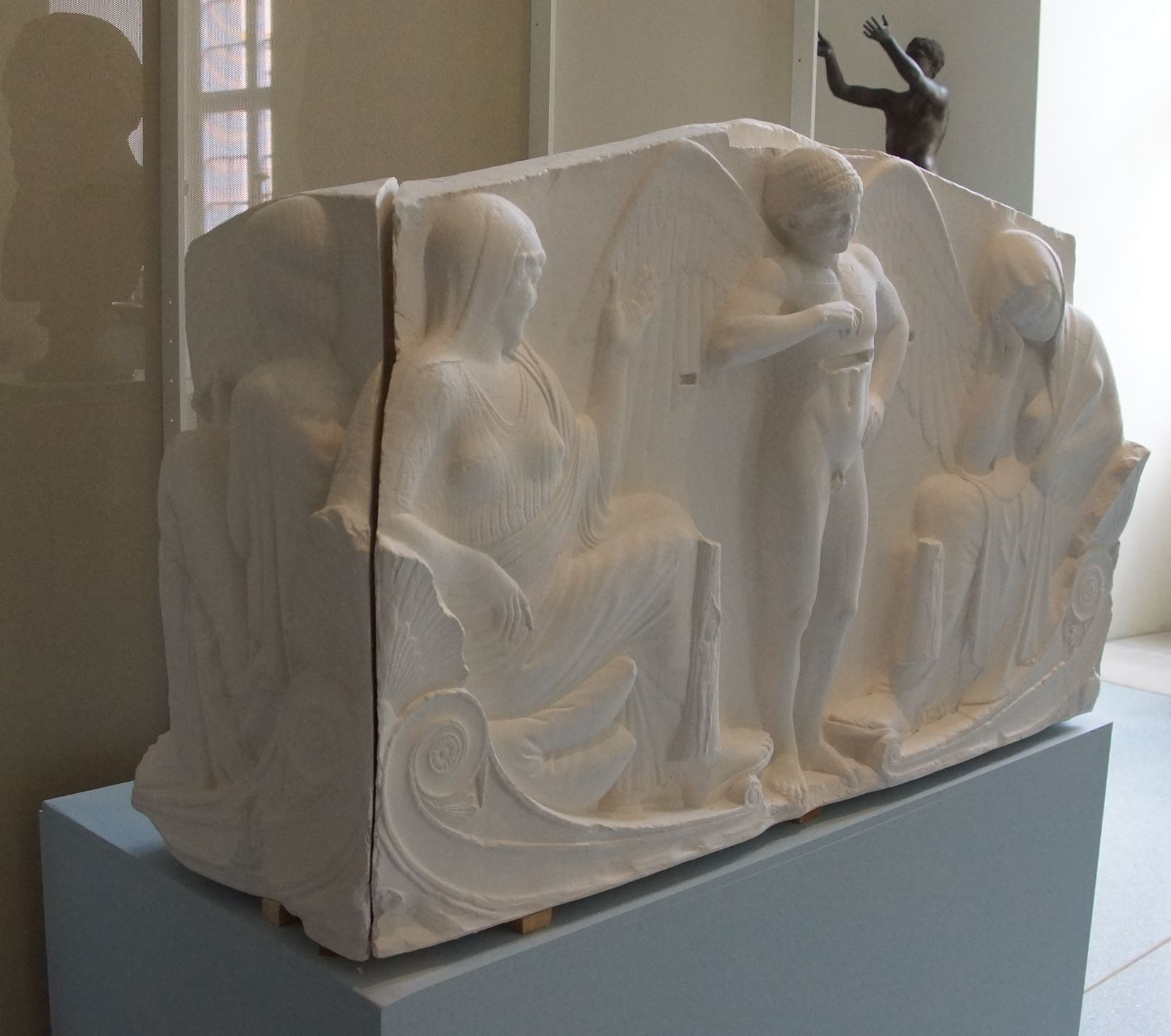
Tübinger Gipsabguss des Bostoner Throns von links

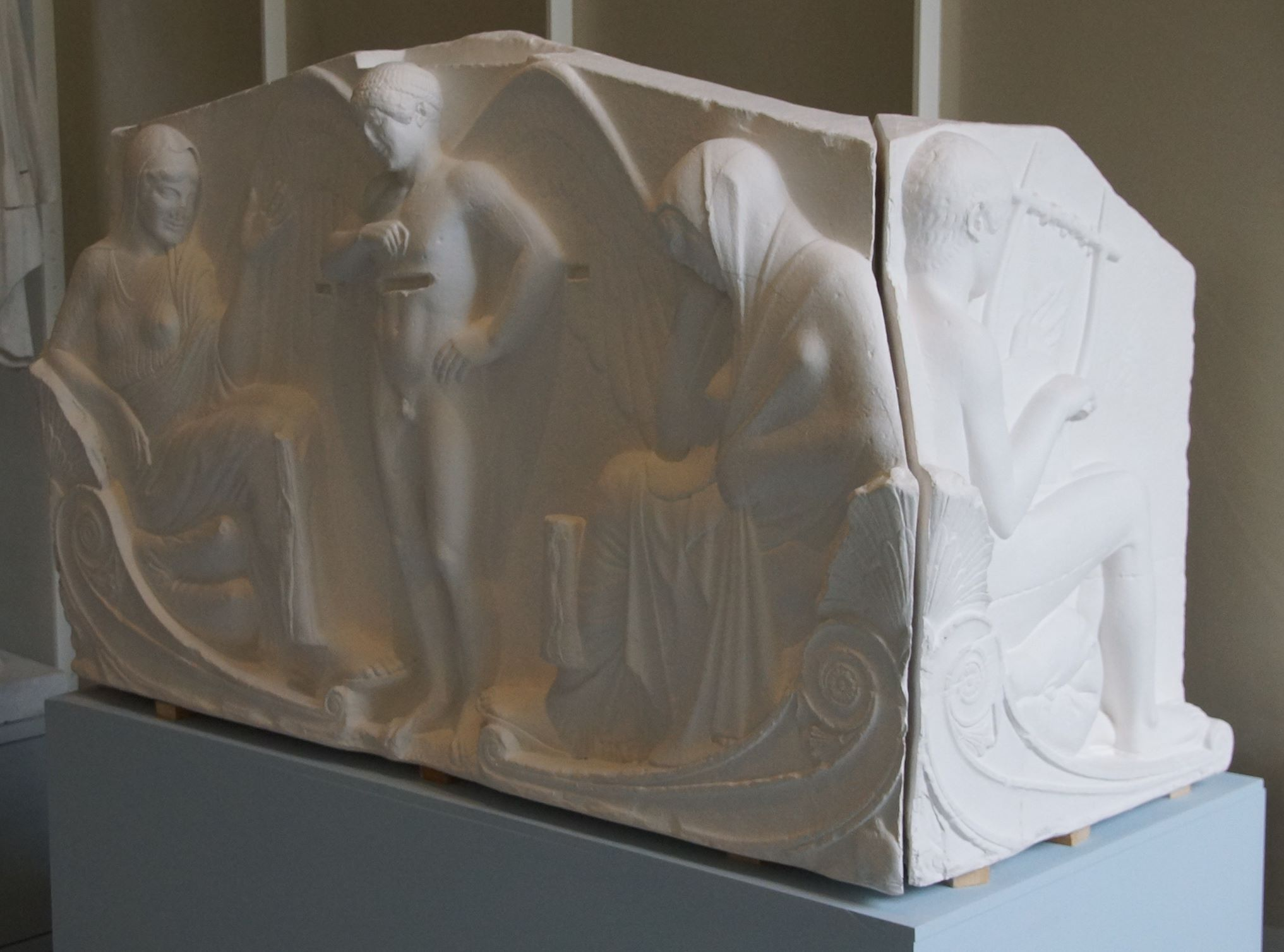
Tübinger Gipsgabguss des Bostoner Throns von rechts

Der sogenannte Bostoner Thron (englisch Boston Throne) ist ein Kunstwerk, das oft als Gegenstück zum Ludovisischen Thron bezeichnet wird. Seine Echtheit ist umstritten.

## Beschreibung
Der Bostoner Thron ist eine Marmorschranke, deren drei Außenseiten mit Reliefs geschmückt sind. Die Längsseite ist etwa 1,60 m lang, die rechte Schmalseite 73 cm und die linke Schmalseite 55 cm. Das Hauptrelief auf der Längsseite zeigt einen unbekleideten geflügelten Knaben, der lächelnd zwischen zwei sitzenden Frauengestalten steht. Die linke Hand hat er in die Hüfte gestemmt, mit der rechten hielt er ursprünglich eine Waage, die aber nicht erhalten geblieben ist. Nur die Marmorgewichte in Gestalt zweier männlicher Figuren sind noch vorhanden. Die Waage war wohl nicht im Gleichgewicht. Die beiden Frauen sind jeweils mit Chiton und Peplos bekleidet. Während aber die vom Betrachter aus links sitzende Frau lächelnd und relativ lässig auf einem dicken, gefalteten Polster sitzt und mit der linken Hand zu der Mittelfigur hin gestikuliert, hat die rechte sich in ihre Gewänder gehüllt und den Kopf in die Hand gestützt. Worauf sie sitzt, ist im Gegensatz zu der gegenüber befindlichen Figur nicht zu erkennen; Erika Simon vermutete, sie könne trauernd auf einer Türschwelle sitzen wie Penelope, nachdem sie erfahren hat, dass ihr Sohn Telemachos sich auf eine gefährliche Reise begeben hat, um seinen Vater Odysseus zu suchen. Die Sitzgelegenheiten der beiden Frauengestalten sind in die Voluten eingepasst, mit denen das Relief nach unten abschließt. 
Auch die beiden Seitenfiguren sitzen jeweils in bzw. auf dem ornamentalen unteren Abschluss ihres Reliefs. Die rechte Nebenseite des Bostoner Throns zeigt einen leierspielenden nackten Jüngling mit kurzen Haaren, kräftiger Muskulatur und weichen Sandalen an den Füßen, der auf einem ähnlichen gefalteten Polster sitzt wie die eine Randfigur des Hauptreliefs, auf der linken Nebenseite ist eine hagere alte Frau zu sehen, die zusammengekauert ohne Polster dasitzt und wahrscheinlich mit Wollarbeit oder etwas Ähnlichem beschäftigt ist. Im Bereich der Hände ist dieses Relief relativ stark beschädigt.

## Geschichte
Das Kunstwerk wurde angeblich im Herbst 1894 in Rom gefunden. Wenige Tage später schrieb der Archäologe und Kunsthändler Paul Hartwig einen Brief an Carl Jacobsen in Kopenhagen. Seine Hauptsorge galt offenbar der – illegalen – Entfernung des Stückes aus Italien, denn ein „Permess“ werde wohl kaum zu erhalten sein. Tatsächlich wurde das Stück zwei Jahre später ausgeführt, allerdings gelangte es nicht in die Ny Carlsberg Glyptotek, sondern in die Hände von Edward P. Warren, der es für das Museum von Boston erwarb. Nach diesem Standort, an dem es sich seit 1908 befindet, ist das Kunstwerk seitdem auch benannt. 
Schon früh wurde die Echtheit des Stücks bezweifelt. Dass der Ludovisische Thron nur wenige Jahre vor dem Bostoner Thron, 1887, bei illegalen Ausgrabungen entdeckt worden war und dass sein Pendant so kurz darauf aufgetaucht sein sollte, sollte allein noch keinen Verdacht erregen. Doch die beiden Museen, die unmittelbar nach der angeblichen Entdeckung des Bostoner Throns kontaktiert wurden, hatten sich beide schon bei der Entdeckung des Ludovisischen Throns ungemein interessiert gezeigt. Es hatte aber keine Chance für sie bestanden, dieses erste Kunstwerk zu erwerben. Es wurde daher geargwöhnt, dass Kunsthändler das angebliche Gegenstück zum Ludovisischen Thron herstellen ließen, um es zu einem hohen Preis an eines der beiden Museen zu verkaufen. Ulrich Sinn, der den Weg des Kunstwerks von Italien über England in die USA nachgezeichnet hat, stellt fest, dass die Theorie der Fälschung genauso wenig zu erhärten ist wie die Annahme, es handle sich wirklich um ein Kunstwerk des fünften vorchristlichen Jahrhunderts. Die wissenschaftliche Argumentation sei, so Sinn, von persönlichen Abneigungen und Zweifeln an der Integrität der Kollegen überlagert, die mit der Bekanntmachung und dem Verkauf des Kunstwerkes zu tun gehabt hätten. Außerdem gerate „eine Wissenschaft, die mit dem Kriterium der ikonographischen Formel, der Typologie und des stilistischen Vergleichs arbeitet, notgedrungen ins Schlingern, wenn sie sich mit singulären sich mit singulären Gestaltungsformen konfrontiert sieht“, und genau dies ist bei den beiden „Thronen“ der Fall.

## Echtheitsfrage
Bei den Versuchen, die Echtheit des Bostoner Throns zu beurteilen, wurde einerseits das Motiv der Kerostasie oder Psychostasie herangezogen, das auf dem Hauptrelief dargestellt ist, andererseits die architektonische Rahmenornamentik. Die Volute, die sich aus der Ecke erhebt und mit einer Palmette bekrönt wird, ist als Verzierung griechischer Altäre nicht selten anzutreffen. Laut Ulrich Sinn wurden aber mit einer einzigen Ausnahme, einem Exemplar aus Epidauros, sämtliche bekannten Altarverzierungen dieser Art erst nach dem Ludovisischen und dem Bostoner Thron bekannt, so dass ein Fälscher des 19. Jahrhunderts sich schwerlich daran orientieren konnte. Dies schließt allerdings nicht aus, dass ein Fälscher, der den Ludovisischen Thron kannte, das Motiv für den Bostoner Thron übernahm. Auch die Deutung der Reliefs sowohl des Ludovisischen als auch des Bostoner Thrones führte zu keinem sicheren Ergebnis. Zwar kann man sich durch das Bild der Seelenwägung an christliche Kontexte erinnert fühlen, was für eine Fälschung spräche, genauso gut aber kann man sich auf antike Überlieferungen berufen, die eine Echtheit der Reliefs immerhin möglich erscheinen lassen.

### Erika Simons Deutung
Erika Simon, die die Streitigkeiten um die Echtheit der Reliefs verfolgt hatte, legte 1959 eine Arbeit mit dem Titel Die Geburt der Aphrodite vor, in der sie sich ausführlich sowohl mit dem Bostoner als auch mit dem Ludovisischen Thron beschäftigte. Sie geht davon aus, dass die beiden Kunstwerke zwar von verschiedenen Künstlern geschaffen wurden, aber ursprünglich, wahrscheinlich als Akrotere eines gemeinsamen Ensembles, zusammengehörten. Die Echtheit des Bostoner Thrones hält sie zumindest nicht für ausgeschlossen. 
Simon untersuchte zunächst die Beziehungen des Figurenbestands auf dem Bostoner zu dem des Ludovisischen Thrones. Der nackte, leierspielende Jüngling des rechten Seitenreliefs korrespondiert mit der Flötenbläserin auf dem Ludovisischen Relief. Er habe, so Simon, ursprünglich vermutlich einen aus Bronze gefertigten Kranz getragen und sitze auf einem halb geleerten Weinschlauch. Simon weist auf einen Satyrn des Brygos-Malers hin, der sich ebenfalls, halb liegend und musizierend, einen solchen „Askos“ als weiche Unterlage gewählt hat. 
Auch für die Greisin des anderen Schmalseitenreliefs suchte Simon nach Entsprechungen in der Vasenmalerei und fand sie in einer Darstellung der Geropso, die auf einem Gefäß des Pistoxenos-Malers den jugendlichen Herakles zur Lyrastunde begleitet. Allerdings sei Geropso unedel dargestellt, wohingegen die alte Frau auf dem Bostoner Relief eher wie eine in Ehren ergraute Amme wirke. Auch sei ja deren Zögling, der Leierspieler, durchaus kultivierter als Herakles, der seinen Musiklehrer kurzerhand totschlug. Auch sei nicht anzunehmen, dass die Frau auf dem Relief, wie jene Geropso, einen krummen Stock in ihren Händen halte. Simon deutet vielmehr die „amorphe Masse“, mit der die Alte hantiert, als Wolle oder Flachs auf einem Spinnrocken. Dies stellt für Simon wieder eine Verbindung zwischen den beiden Thronen her, da sich die Künstler bei beiden Werken um „die Charakterisierung des Stofflichen“ bemüht hätten. Auf einem attischen Grabrelief des 4. Jahrhunderts ist solche Wollarbeit auch deutlich erkennbar dargestellt. Vor den Füßen der arbeitenden alten Frau müsse man sich außerdem wahrscheinlich einen Kalathos als Wollkorb vorstellen. Andere Versuche, das Seitenrelief mit der Greisin zu ergänzen, hält Simon nicht für überzeugend. Das Bäumchen etwa, das Franz Studniczka vorgeschlagen habe, sehe aus, als sei es aus Gummi.
Das Verhältnis zwischen dem jungen, kräftigen Leierspieler und der alten, gekrümmten Frauenfigur ist laut Simon genauso antithetisch wie das zwischen der flötespielenden Hetäre und der Braut auf den beiden Seitenreliefs des Ludovisischen Thrones. Diese wiederum zeigten in einer antistrophischen Aussage über „Wesen und Art weiblicher Hingabe“ eine Verbindung zum Aphroditemotiv des Hauptreliefs. Daraus schließt Simon: „In ähnlicher Weise müßte auch das Thema der beiden Bostoner Seitenflügel, das den Glanz der Jugend und das Dunkel des Greisenalters umspannt, im Mittelfeld des Triptychons auf göttlicher Ebene verwandelt wiederkehren.“
Den geflügelten Waagenhalter, der der heiteren Frauenfigur zulächelt, bezeichnet Simon als „Schelm“ und interpretiert ihn als Eros. Ähnlichkeit habe er vor allem mit den Eroten auf einem Stamnos des Hermonax in München. Er lächelt der heiteren Frau zu seiner Rechten zu; gleichzeitig aber senkt sich die Waagschale, die dieser Frau zugewandt ist, und die Schale, die offenbar in Beziehung zu der anderen Frau, die zu trauern scheint, steht, hebt sich. Die kleinen männlichen Figuren, die wie Gewichte in diesen Waagschalen stehen, benehmen sich auch entsprechend. Die sinkende Figur steht gelassen, die steigende scheint zu zappeln.
Zur Ornamentik unterhalb der Reliefs gehören Granatäpfel und Fische. Simon hält diese Elemente, weil sie sehr naturalistisch dargestellt sind, für bedeutsamer als Palmetten und Rosetten, und meint, dass ihr gemeinsames Auftreten auf die meergeborene Aphrodite Urania hinweist. Diese ist die Hauptfigur des Ludovisischen Thrones. Simon sieht sich damit von der Pflicht entbunden, diese Attribute unbedingt als Deutungshinweise für die Zusammengehörigkeit einzelner Figuren des Bostoner Thrones sehen zu müssen, und schlägt eine sozusagen chiastische Verbindung der Figuren vor. Diese seien einander nach ihren Sitzgelegenheiten zuzuordnen, die heitere Frau gehöre also eher zum leierspielenden Jüngling und die trauernde Frau zur kauernden Greisin.
Eros nun erscheine mit der Schicksalswaage, die eigentlich ursprünglich Zeus zuzuordnen sei, der damit die Todeslose, die „Keren“, beispielsweise für Achilleus und Hektor auswiege. Seit spätarchaischer Zeit, so Simon, ist die Schicksalswaage in der bildenden Kunst aber ein Attribut des Hermes. Warum also hält auf dem Bostoner Relief Eros die Waage? Und warum lächelt ausgerechnet die Frau, auf deren Seite die Waagschale nach unten sinkt? Diese Eigenheiten seien als Fehler und damit als Argumente gegen die Echtheit des Reliefs angesehen worden, so Simon. Aber: Die Figuren in den Waagschalen sind unkriegerisch; es handelt sich ganz offensichtlich nicht um eine Situation wie die zwischen Achill und Hektor im Troianischen Krieg. Simons Interpretation lautet: „Unabhängig von einer bestimmten, zeitlich festlegbaren Situation scheint die Waage für jeden von beiden über Leben und Tod an sich zu bestimmen, das heißt über Sterblichkeit oder Unsterblichkeit.“ Dieses Wägen aber sei ein göttliches Recht und Eros handle hier zweifellos im Auftrag des Zeus. Es handle sich hier um eine Neuerung, die aber eher im Sinne eines griechischen Künstlers des 5. Jahrhunderts sei als einem Bildhauer der Kaiserzeit oder gar einem Fälscher zuzutrauen sei, zumal sich das archaische Bild der Seelenwägung um die Mitte des 5. Jahrhunderts v. Chr. gewandelt habe. 
Die beiden sitzenden Frauenfiguren stellen laut Simon Göttinnen dar, die sich jeweils mit sterblichen Männern verbunden haben, was die Anwesenheit des Eros als Waagenhalter erklärt. Derartige Liebesbeziehungen sind aber von zwei Problemen geprägt: Erstens können die Götter eifersüchtig reagieren und die sterblichen Liebhaber vorzeitig töten, zweitens sind diese ja auch nicht alterslos, wohingegen die Göttinnen mit ewiger Jugend gesegnet sind. Letzteres ist, so Simon, wohl die Schwierigkeit in der Beziehung des einen Paares: Die Göttin trauert, weil ihr menschlicher Partner zwar die Unsterblichkeit, aber nicht die Alterslosigkeit zugemessen bekommt. Es handle sich also um Eos und Tithonos. Mimnermos habe in Worte gefasst, was wohl die Seele des zum Sterben Verurteilten zum ruhigen Verharren in der Waagschale und seiner gefassten Haltung bewegt: Das Alter sei schrecklicher als der Tod. Ebenso beruft sich Simon auf Mimnermos, wenn sie die zweite Göttin als Aphrodite identifiziert, und zwar vor allem auf die Fragmente 1 und 2. Mimnermos hält es für besser, zu sterben, sobald die goldene Jugend vorbei ist, mit der Aphrodite eng verbunden ist. Auch ein Werk der Sappho passe dazu, in dem ebenfalls an das traurige Los der Eos erinnert wird und deutlich gemacht wird, dass der Mensch eben nicht unsterblich und alterslos ist. Die Geste der fröhlichen Frau auf dem Bostoner Relief scheine das verständig resignierende „Was soll ich machen?“ des Sappho-Gedichts auszudrücken. In der Waagschale auf der Seite der Aphrodite aber stehe Anchises, von dem sie den Sohn Aeneas bekommen habe, nachdem sie ihn so in Wallung gebracht habe, dass er bereit gewesen sei, vom Beilager sofort ins Haus des Hades einzugehen. Diese Geschichte wird unter anderem im fünften Homerischen Hymnus erzählt, den Simon in enger thematischer Beziehung mit dem Bildmaterial des Bostoner Thrones sieht.
Simon zieht die Schlussfolgerung: „Die Reliefs im Thermenmuseum und in Boston sind beide der Aphrodite geweiht. In dem einen ist ihre Geburt, in dem anderen ihr Schicksal dargestellt [...] Die Verbindung zwischen den zwei Werken ist so fein gefügt, daß jeweils in der Komposition des einen das Thema des anderen anklingt.“ „Die Übereinstimmung zwischen Hymnen und Thronen ist so groß, daß sie nicht auf Zufall beruhen kann [...] Die gemeinsame Wurzel liegt im Kult. Die Hymnen wurden wohl im Zusammenhang mit dem Kult der Göttin gesungen, die Reliefs haben eines ihrer Heiligtümer geschmückt.“ „Die beiden Werke sind als Akrotere aufzufassen [...]“ Simon geht davon aus, dass diese Akrotere zu einem Heiligtum der Urania in Großgriechenland, vielleicht in Lokroi oder auf dem Berg Eryx, gehörten. Der Fundort mindestens des Ludovisischen, vielleicht auch des Bostoner Thrones, in oder bei den Horti Sallustiani deute darauf hin, dass sie dort für einen Tempel der Venus Erucina genutzt worden seien. Sie seien wahrscheinlich im Augusteischen Zeitalter nach Rom überführt worden.